# Distrito de Secclla
El distrito peruano de Secclla (lenguas quechuas: seqlla) es uno de los 12 distritos de la provincia de Angaraes, ubicada en el departamento de Huancavelica, bajo la administración del gobierno regional de Huancavelica, Perú.

## Historia
El distrito fue creado mediante Ley del 15 de abril de 1955, en el gobierno del Presidente Manuel A. Odría.

## Geografía
El distrito abarca una superficie de 167.99 km²

## Autoridades

### Municipales
- 2011-2014[1]
  - Alcalde: José Luis Cosinga Valenzuela, Movimiento independiente Trabajando para Todos (TpT).
  - Regidores:  Juan Alberto Eslava Huamaní (TpT), Adrián Gálvez Romaní (TpT), Hilda Marleni Cutti Osorio (TpT), Hugo Rodríguez Cuadros (TpT), Jorge Vargas Laura (Unidos Por Huancavelica).

### Religiosas
- Obispo de Huancavelica: Isidro Barrio Barrio (2005 - ).

## Festividades
- Señor de Amo- 1 de enero
- Virgen del Carmen - 16 de julio
- Virgen del Rosario - 7 de octubre
- Fiesta del Niño Jesus- 25 de diciembre
- Limpieza de sequía   - Agosto - Setiembre